# 한무경
한무경(韓茂景, 1958년 5월 20일~)는 대한민국의 기업인, 정치인이다. 제21대 국회 비례대표 국회의원이다.

## 학력
- 대구 효성여자대학교 도서관학과 학사
- 이화여자대학교 대학원 문헌정보학 석사
- 이화여자대학교 대학원 문헌정보학 박사

## 경력
- 1998~2020.03: 효림산업 대표이사
- 효림정공 대표이사
- 효림하이포징 대표이사
- 디젠 대표이사
- 2011.02: 제4대 경상북도여성기업인협의회 회장
- 2016.01~2018.12: 제8대 한국여성경제인협회 회장
- 2020.07~2020.09: 미래통합당 정책위원회 사회안전망 및 고용유연성 강화 특별위원회 위원
- 2020.08~2020.09: 미래통합당 중소기업위원장
- 2020.09: 국민의힘 정책위원회 사회안전망 및 고용유연성 강화 특별위원회 위원
- 2020.09: 국민의힘 중소기업위원장
- 2020.12: 국민의힘 노동혁신특별위원회 위원
- 2021.03~2021.04: 국민의힘 4.7 재보궐선거 중앙선거대책위원회 중소기업본부장
- 2021.06: 국민의힘 반도체 특별위원회 위원
- 2021.06: 국민의힘 문정부 탈원전 정책에 따른 피해 및 환경 파괴 대책 특별위원회 위원
- 2021.08: 국민의힘 윤석열 제20대 대통령 선거 예비후보 국민캠프 정책본부 산업정책본부장
- 2021.12~2022.01: 국민의힘 선거대책위원회 중앙선거대책본부 정책총괄본부 민생회복정책추진단 중소기업발전정책추진 본부장
- 2022.01~2022.03: 국민의힘 제20대 대통령선거 정책본부 민생회복정책추진단 중소기업발전정책추진 본부장
- 2022.04~2023.04: 국민의힘 원내부대표
- 2022.06~2022.12: 국민의힘 혁신위원회 위원
- 2022.07~2022.12: 국민의힘 혁신위원회 민생을 우선하는 정당 소위원회 위원
- 2022.09~2022.09: 국민의힘 원내대표와 국회 운영위원장 선출을 위한 선거관리위원회 위원
- 2022.09 국민의힘 규제개혁추진단 위원
- 2023.04~2023.10: 국민의힘 정책위원회 정책조정위원회 제2정조위원장(농해수·산중·국토 분야)
- 2023.05~2024.04: 국민의힘 노동개혁특별위원회 위원
- 2023.05: 국민의힘 일본 후쿠시마 원전 오염수 방류와 관련한 검증 태스크포스 위원
- 2023.11~2024.02: 국민의힘 뉴시티프로젝트 특별위원회 위원
- 2024.03~2024.04: 제22대 총선 국민의힘 경기도당 선거대책위원회 선대부위원장
- 2024.05~: 국민의힘 경기도당 평택시 갑 당원협의회 위원장
- 국민의힘 경기도당 수석부위원장
- 국민의힘 경기도당 조직총괄본부 중소기업위원장
- 2024.10~: 산업통상자원부 산업융합촉진 옴부즈만
- 2025.03~: 국회미래연구원 이사
- 2025.04~2025.04: 국민의힘 홍준표 제21대 대통령 선거 경선후보 무대홍 캠프 중소기업대책본부장
- 2025.05~2025.06: 제21대 대통령 선거 국민의힘 김문수 대통령 후보 경기도 선거대책위원회 공동선거대책위원장
- 2025.05~2025.06: 제21대 대통령 선거 국민의힘 김문수 대통령 후보 여성본부 상임고문

### 의정 활동
- 2020.05~2024.05: 제21대 국회의원(비례대표, 미래한국당→미래통합당→국민의힘, 초선)
  - 2020.07~2022.05: 제21대 국회 전반기 산업통상자원중소벤처기업위원회 위원
  - 2020.07~2024.05: 국민통합포럼 구성의원
  - 2020.07~2024.05: 모빌리티 포럼 구성의원
  - 2022.01~2023.12: 제21대 국회 2030 부산세계박람회 유치지원 특별위원회 위원
  - 2022.05~2022.05 제21대 국회 전반기 국회운영위원회 위원
  - 2022.07~2022.08: 제21대 국회 후반기 국회운영위원회 위원
  - 2022.07~2023.06: 제21대 국회 후반기 산업통상자원중소벤처기업위원회 간사
    - 제21대 국회 후반기 산업통상자원중소벤처기업위원회 중소벤처기업소위원회 위원장
    - 제21대 국회 후반기 산업통상자원중소벤처기업위원회 예산결산소위원회 위원

  - 2022.07~2022.07: 제21대 국회 후반기 예산결산특별위원회 위원
  - 2022.09~2023.03: 제21대 국회 후반기 국회운영위원회 위원
  - 2023.02~2023.07: 제21대 국회 첨단전략산업 특별위원회 위원
  - 2023.06~2024.05: 제21대 국회 후반기 산업통상자원중소벤처기업위원회 위원
  - 2023.07~2024.05: 제21대 국회 첨단전략산업 특별위원회 간사

## 전과
- 폐기물관리법위반: 벌금 1,000,000원 - 2001년 3월 22일 선고[1]
- 산업안전보건법위반: 벌금 2,000,000원 - 2006년 6월 19일 선고[1]

## 역대 선거 결과
|  | 33.84% |

|  | 42.58% |

## 소속 정당
| 소속 정당 | 소속 정당  | 소속 기간 | 비고      |
| --------- | ---------- | --------- | --------- |
|           | 새누리당   | 2016~2017 | 정계 입문 |
|           | 자유한국당 | 2017~2020 | 당명 변경 |
|           | 미래통합당 | 2020      | 합당      |
|           | 무소속     | 2020      | 탈당      |
|           | 미래한국당 | 2020      | 입당      |
|           | 미래통합당 | 2020      | 합당      |
|           | 국민의힘   | 2020~현재 | 당명 변경 |

## 같이 보기
- 대한민국 제21대 국회의원 선거 미래한국당 후보 목록#비례대표